# Anton Tkáč
Anton Tkáč (Lozorno, 30 de marzo de 1951-Bratislava, 22 de diciembre de 2022) fue un deportista checoslovaco que compitió en ciclismo en la modalidad de pista, especialista en las pruebas de velocidad y contrarreloj.
Participó en tres Juegos Olímpicos de Verano, entre los años 1972 y 1980, obteniendo una medalla de oro en Montreal 1976, en la prueba de velocidad individual, y el cuarto lugar en Moscú 1980, en la misma disciplina.
Ganó tres medallas en el Campeonato Mundial de Ciclismo en Pista entre los años 1970 y 1978.

## Medallero internacional
| Juegos Olímpicos   | Juegos Olímpicos        | Juegos Olímpicos  | Juegos Olímpicos         |
| Año                | Lugar                   | Medalla           | Competición              |
| ------------------ | ----------------------- | ----------------- | ------------------------ |
| 1976               | Montreal (Canadá)       | Medalla de oro    | Velocidad individual     |
| Campeonato Mundial |                         |                   |                          |
| Año                | Lugar                   | Medalla           | Competición              |
| 1970               | Leicester (Reino Unido) | Medalla de bronce | 1 km contrarreloj (A)    |
| 1974               | Montreal (Canadá)       | Medalla de oro    | Velocidad individual (A) |
| 1978               | Múnich (RFA)            | Medalla de oro    | Velocidad individual (A) |